# Tokugawa Iemitsu
Tokugawa Iemitsu (徳川 家光), född 12 augusti 1604, var den tredje shogunen i Tokugawashongunatet och regerade mellan 1623 och 1651. Han var Tokugawa Hidetadas äldste son och sonson till Tokugawa Ieyasu.
Under Iemitsus tid vid makten portförbjöds européer i Japan, landets gränser stängdes och kristna korsfästes. Från Iemitsus tid var shogunatets kontroll över Japan totalt, med en centralregering som ingrep i de flesta av samhällslivets aspekter. Shogunatet skulle nu inte på allvar utmanas på närmare 200 år och de stängda gränserna blev kvar lika länge.
Det är omdiskuterat huruvida Iemitsu arrangerade sin yngre broder Tadanagas självmord genom seppuku. Tadanaga var föräldrarnas favorit och kom att bli något av en rival som efterträdare till Ieyasu som shogun. Ieyasu uttryckte dock ett tydligt ställningstagande för Iemitsu som efterträdare till Hidetada.
Iemitsu hade en väl känd homosexuell läggning och det spekuleras att han var den siste ättlingen till Tokugawa Ieyasu, så att den patrilinjära härstamningen därmed avslutades med Iemitsu.

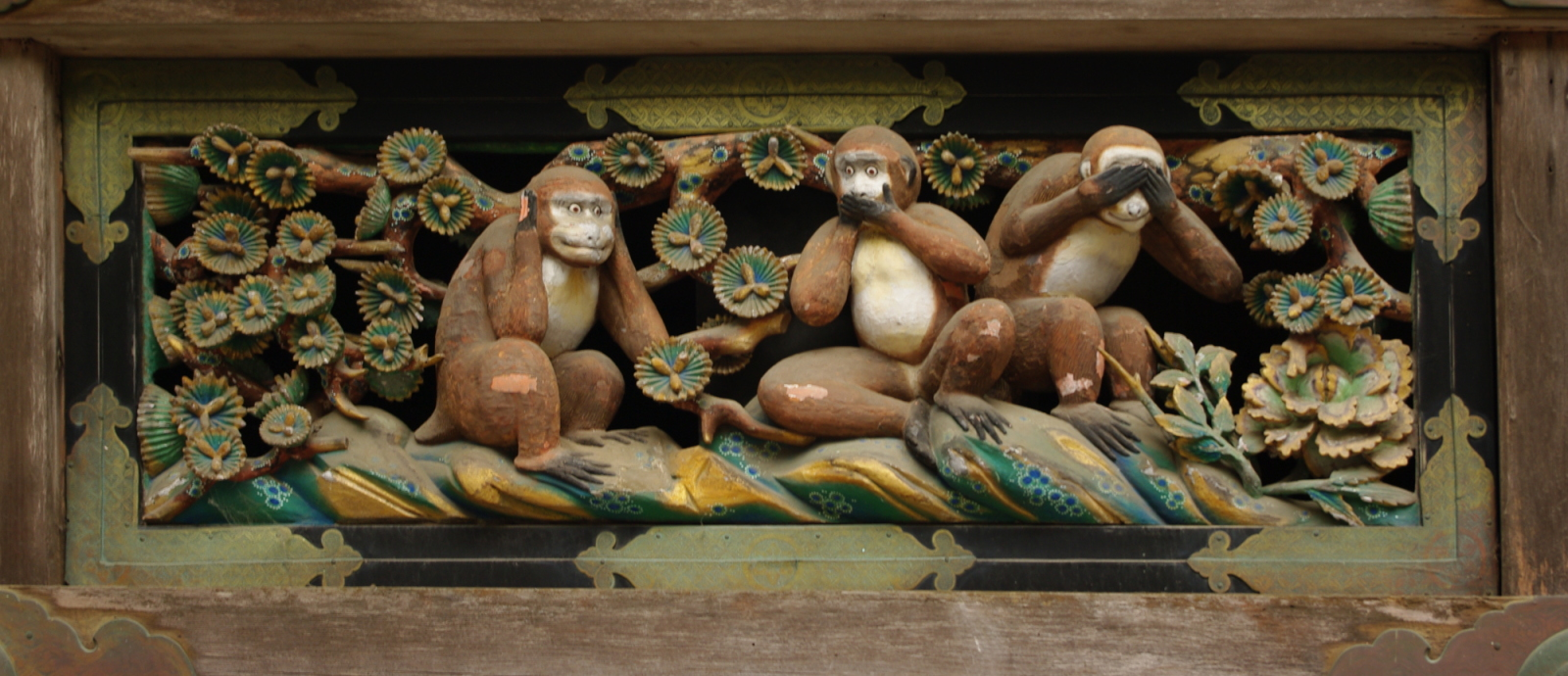
De tre aporna vid pagoderna i Nikko, intill minnestemplet över Tokugawa Ieyasu

Tokugawa Iemitsu uppförde 1636 ett minnestempel i Nikko för att göra sin farfader Tokugawa Ieyasu till kami, en gudom inom shinto.

## Antieuropiseringen av Japan
Under 1500-talet drog Japan till sig manga europeiska köpmän och missionärer. Från 1545 fick Japan en ökad skeppsfart från Portugal och sedan Spanien, Nederländerna och England. Med den spanske jesuiten och missionären Francis Xavier inledde 1549 en kristen missonsrörerelse i Japan. Vid början av 1600-talet hade en halv miljon japaner konverterat till kristendomen.
 
Att Europa hade goda avsikter med sin handel och sitt missionerande hade länge funnits starka tvivel om. Iemitsu såg sin makt hotad och spelade på dessa tvivel. Han kom att bli den shogun som stängde Japan för européerna. I slutet av 1630-talet utvisades praktiskt taget alla européer ur landet. Skeppshandeln inskränktes till ett holländskt fartyg per år. Ett antal påbud utfärdades varav det mest berömda var Sakoku-ediktet 1635 (Sakoku, japanska för ”stängd”) genom vilket Japans isoleringspolitik stadfästes. Ediktet förbjöd utlänningar att resa in i Japan, men förbjöd också japaner att lämna landet, något som belades med dödsstraff.